# Milredo de Worcester
Milredo (em latim: Milredus; em inglês antigo: Milred, Milrede, Milrete, Mired), Mildredo (Mildredus; Mildred) ou Hildredo (Hildredus; Hildred) foi um prelado anglo-saxão que serviu como bispo de Worcester de cerca de 744 até sua morte em 774.

## Vida

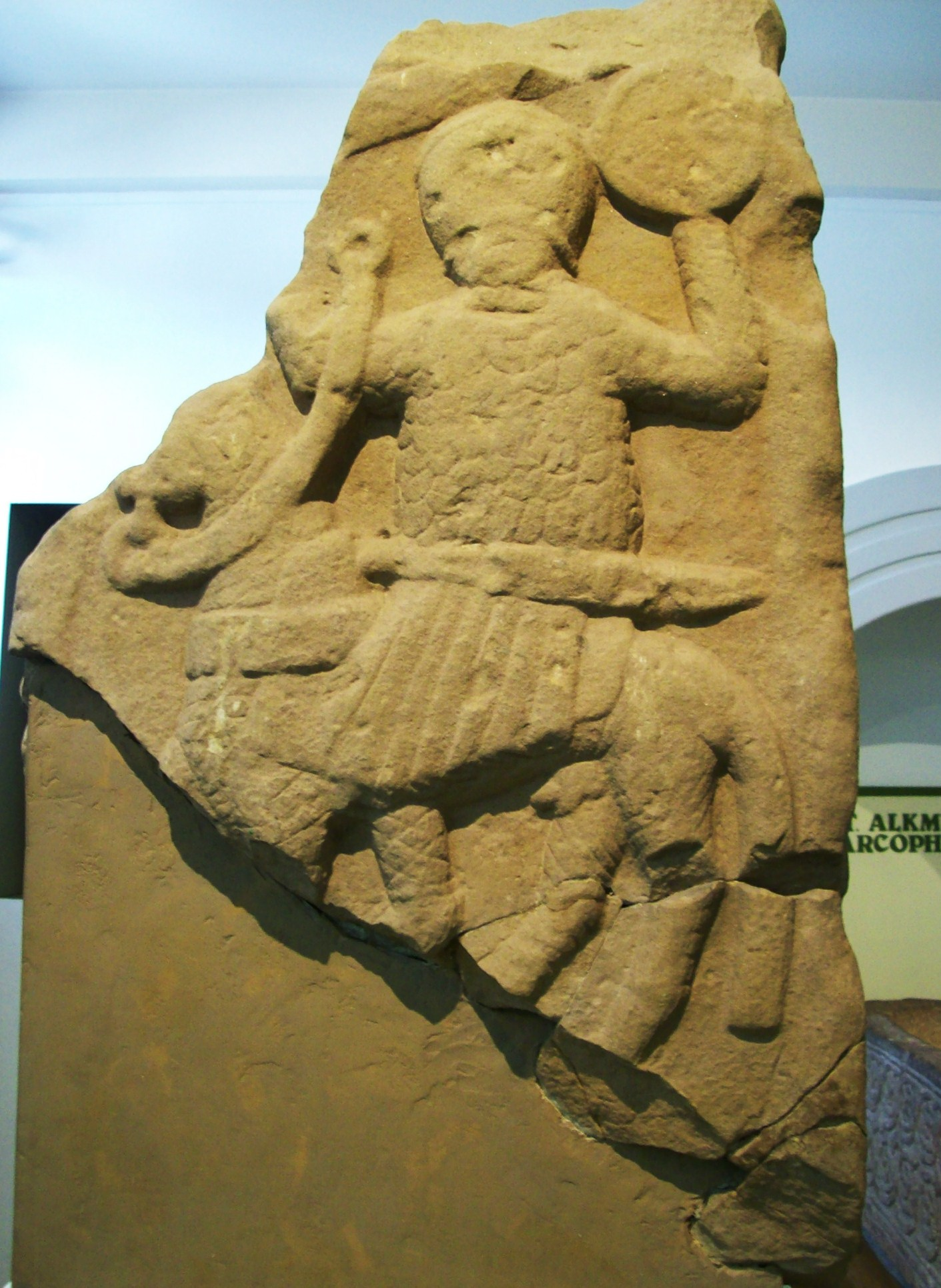
Pedra de Repton, com provável representação de Etelbaldo

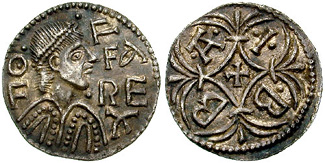
Pêni diademado de Ofa

Milredo Foi consagrado bispo de Worcester entre 743 e 745. Em 743/745, o rei Etelbaldo concedeu-lhe a remissão do pedágio de 2 navios em Londres. Em 747, participou no Concílio de Clovecho presidido pelo arcebispo Cuteberto. Em 748, testemunha documento de Etelbaldo no qual remete metade do pedágio de 1 navio à abadessa Edburga e sua família nos mosteiros de Thanet, Santa Maria e Santos Pedro e Paulo. Em 757, os reis dos huícios Emberto, Utredo e Eldredo cedem 30 hidas a Milredo em Tredington, Warwicks, antes mantidas pelo conde Tirda. No mesmo ano, Milredo testemunha um documento de Etelbaldo no qual cedeu 10 hidas ao abade Emberto próximo da floresta de Toccan sceaga (Tockenham, Viltônia) e o túmulo Reada beorg. Em 757/758, testemunha o documento de Cinevúlfo da Saxônia Ocidental no qual cede 5 hidas em North Stoke, Somersécia aos irmãos de Batônia, na Igreja de São Pedro. Em 757/774, testemunha dois documentos: o primeiro, do abade Celfrido, cedia 20 hidas em Hembúria, Glocéstria, e 14 em Sture na província de Ismere, Vigórnia, à Igreja de Worcester, à Igreja de São Pedro e o bispado de Worcester; o segundo, de Eldredo, com o qual, com consentimento de Utredo e Ofa, concede 3 hidas em Huntena ao conde Bernerdo. Em 759, testemunha um documento de Emberto, Utredo e Eldredo que, com consentimento de Ofa, cederam 10 hidas em Andoversford, Glocéstria, ao abade Heada.
Em 761/764, testemunha um documento de Ofa no qual confirmava a isenção do imposto alfandegário que Etelbaldo havia concedida à abadessa Mildrida, bem como concedia a isenção à abadessa Sigeburga. Em 764/774, testemunha o documento de Utredo no qual, sob permissão de Ofa, concede 2 hidas em Shipston-on-Stour, Warwicks, ao Mosteiro de Santa Maria. Em 765, Ofa concede 10 hidas a Milredo em Pyrton, Oxônia, e em 767 ele testemunha um documento de Utredo no qual, sob permissão de Ofa, concede 5 hidas em Aston in Stoke Prior ao ministro Etelmundo. Em 770, testemunha outro documento de Utredo no qual, sob permissão de Ofa, concede 10 hidas em Stoke Prior à Igreja de Santa Maria, em Worcester. Em 774, arrenda à abadessa Etelburga, vitaliciamente, 21 hidas em Withington, Glocéstria, com reversão à Igreja de Worcester; as terras haviam sido concedido pelo régulo dos huícios Oser para Duna e por Duna para sua neta Rotuária.
Milredo era tido como santo e piedoso, servindo os que serviam a Deus. Em data incerta foi à Germânia, onde encontrou Bonifácio e Lulo e após vários acidentes e aventuras, retornou à Britânia. Foi autor de alguns epigramas e uma carta para Lulo de condolência pela morte de Bonifácio; na carta pede a Lulo que enviasse um registro da vida do morto e segundo indícios do documento conhecia as obras de Virgílio e Horário. Milredo tinha Bonifácio como seu pai espiritual e era amigo de Lulo de Utredo dos Huícios.